# همه کلاه
همه کلاه (به انگلیسی: All Hat) فیلمی محصول سال ۲۰۰۷ و به کارگردانی لئونارد فارلینگر است. در این فیلم بازیگرانی همچون لوک کیربی، استیون مک‌هتی، کیت کارادین، نوآم جنکینز، لیسا ری، ریچل لی کوک، دیوید آلپی، ارنی هادسون، گراهام گرین، گری فارمر و میشل نولدن ایفای نقش کرده‌اند.